# Rose Dione
Rose Dione (Parigi, 22 ottobre 1875 – Los Angeles, 29 gennaio 1936) è stata un'attrice francese che lavorò per gran parte della sua carriera ai tempi del muto.

## Biografia
Rose Dione nacque a Parigi nel 1875. Dopo alcuni film girati in Francia, lavorò negli Stati Uniti. Nella sua carriera cinematografica, iniziata nel 1910 e finita nel 1932, apparve in una settantina di film talvolta accreditata sotto i nomi di Madame Rose o di Madame Dion. Nella versione del 1921 di Little Lord Fauntleroy che aveva come protagonista Mary Pickford, ricoprì il ruolo di Minna, la madre del falso piccolo lord. Nel 1923, fu Erodiade in Salomè, film dove recitò a fianco di Nazimova.
Morì a sessant'anni a Los Angeles, il 29 gennaio 1936.

## Filmografia
La filmografia - basata su IMDb - è completa.
- Fleur des maquis, regia di Georges Denola (1910)
- Âme de traître, regia di Georges Denola (1911)
- Par l'amour, regia di Léonce Perret (1913)
- Héros de 1916, regia di Gaston Leprieur (1916)
- La Joueuse d'orgue, regia di Georges Denola (1916)
- Les Frères corses, regia di André Antoine (1917)
- The Secret Garden, regia di Gustav von Seyffertitz (1919)
- The Tiger's Trail, regia di Robert Ellis, Louis J. Gasnier, Paul Hurst (1919)
- The World and Its Woman, regia di Frank Lloyd (1919)
- It Happened in Paris, regia di David Hartford (1919)
- La fortuna dell'irlandese (The Luck of the Irish), regia di Allan Dwan (1920)
- Sogno e realtà (Suds), regia di John Francis Dillon (1920)
- La donna e il burattino (The Woman and the Puppet), regia di Reginald Barker (1920)
- The Great Lover, regia di Frank Lloyd (1920)
- Silk Hosiery, regia di Fred Niblo (1920)
- The Land of Jazz, regia di Jules Furthman (1920)
- The Blushing Bride, regia di Jules Furthman (1921)
- I quattro cavalieri dell'Apocalisse (The Four Horsemen of the Apocalypse), regia di Rex Ingram (1921)
- Be My Wife, regia di Max Linder (1921)
- Cheated Love, regia di King Baggot (1921)
- Little Lord Fauntleroy, regia di Alfred E. Green e, non accreditato, Jack Pickford (1921)
- Silent Years, regia di Louis J. Gasnier (1921)
- A Parisian Scandal, regia di George L. Cox (1921)
- Golden Dreams, regia di Benjamin B. Hampton (1921)
- Sotto due bandiere  (Under Two Flags), regia di Tod Browning (1922)
- Omar the Tentmaker, regia di James Young (1922)
- Salomè, regia di Charles Bryant (1923)
- Trilby, regia di James Young (1923)
- Drifting, regia di Tod Browning (1923)
- Bambola francese (The French Doll), regia di Robert Z. Leonard (1923)
- Scaramouche, regia di Rex Ingram (1923)
- Nell'ombra di Parigi (Shadows of Paris), regia di Herbert Brenon (1924)
- Try and Get It, regia di Cullen Tate (1924)
- Lord Brummel (Beau Brummel), regia di Harry Beaumont (1924)
- The Iron Man, regia di Jay Marchant (1924)
- The Rose of Paris, regia di Irving Cummings (1924)
- The Lover of Camille, regia di Harry Beaumont (1924)
- Inez from Hollywood, regia di Alfred E. Green (1924)
- One Year to Live, regia di Irving Cummings (1925)
- Fifth Avenue Models, regia di Svend Gade (1925)
- The Girl from Montmartre, regia di Alfred E. Green (1926)
- Mam'zelle Modiste (Mademoiselle Modiste), regia di Robert Z. Leonard (1926)
- Paris, regia di Edmund Goulding (1926)
- The Duchess of Buffalo, regia di Sidney Franklin (1926)
- Fools of Fashion, regia di James C. McKay (1926)
- Un marito da vendere (Love's Blindness), regia di John Francis Dillon (1926)
- La signora dalle camelie (Camille), regia di Fred Niblo (1926)
- When a Man Loves, regia di Alan Crosland (1927)
- The Beloved Rogue, regia di Alan Crosland (1927)
- Il re del sottosuolo, regia di Alan Crosland (1927)
- Ragtime, regia di Scott Pembroke (1927)
- Polly of the Movies, regia di Scott Pembroke (1927)
- Mad Hour, regia di Joseph Boyle (1928)
- Bringing Up Father, regia di Jack Conway (1928)
- La donna e la tigre (His Tiger Wife), regia di Hobart Henley (1928)
- Out of the Ruins, regia di John Francis Dillon (1928)
- The Red Mark, regia di James Cruze (1928)
- La serpe di Zanzibar (West of Zanzibar), regia di Tod Browning (1928)
- Monella bionda (Naughty Baby), regia di Mervyn LeRoy (1928)
- One Stolen Night, regia di Scott R. Dunlap (1929)
- Cuori in esilio (Hearts in Exile), regia di Michael Curtiz (1929)
- L'arcipelago in fiore (Isle of Escape), regia di Howard Bretherton (1930)
- Il bel contrabbandiere (Women Everywhere), regia di Alexander Korda (1930)
- On Your Back, regia di Guthrie McClintic (1930)
- Nuit d'Espagne, regia di Henri de la Falaise (1931)
- Svengali, regia di Archie Mayo (1931)
- Salvation Nell, regia di James Cruze (1931)
- Cortigiana (Susan Lenox (Her Fall and Rise)), regia di Robert Z. Leonard (1931)
- Freaks, regia di Tod Browning (1932)
- La donna proibita (Back Street), regia di John M. Stahl (1932)
- The King Murder, regia di Richard Thorpe (1932)